# Krzysztof Tchórzewski
Krzysztof Józef Tchórzewski, né le 19 mai 1950 à Rzążew, est un homme politique polonais membre de Droit et justice (PiS). Il est ministre de l'Énergie entre 2015 et 2019.

## Biographie

### Formation et carrière
En 1974, il est diplômé de la faculté de génie électrique de l'école polytechnique de Varsovie.

### Parcours politique
Il devient président du syndicat Solidarność dans la Région de Mazovie en 1981. En 1990, il est choisi comme voïvode de la voïvodie de Siedlce, et intègre l'Accord du centre (PC), parti chrétien-démocrate dirigé par Jarosław Kaczyński.
Lors des élections législatives du 27 octobre 1991, il postule à un siège de député à la Diète dans la circonscription de Siedlce, sur la liste de l'Accord citoyen du centre (POC), dont le PC est la force principale. Le POC ne remporte qu'un mandat dans ce territoire, qu'il obtient en ayant rassemblé 9 962 votes préférentiels. Il quitte ses fonctions de voïvode l'année suivante.
Il quitte la chambre basse à la suite des élections législatives anticipées du 19 septembre 1993. Il devient cette même année vice-président de l'Accord du centre. Il en prend la présidence en 1997.
À l'occasion des élections législatives du 21 septembre 1997, il est à nouveau candidat, dans la circonscription redécoupée de Siedlce sur la liste de l'Alliance électorale Solidarité (AWS), coalition dont le PC est membre. Il est réélu avec 6 342 suffrages de préférence, puis se voit nommé secrétaire d'État du ministère des Transports et de l'Économie maritime.
En 1999, il rejoint l'Accord polonais des chrétiens-démocrates (PPChD), dont il devient secrétaire général. N'ayant pas postulé à un nouveau mandat aux élections du 23 septembre 2001, il s'inscrit en 2002 au Parti conservateur-populaire - Mouvement Pologne nouvelle (SKL-RNP), où il exerce là aussi les fonctions de secrétaire général. Cette même année, il est élu à la diétine de Mazovie, où il siège trois ans.
En 2004, il adhère au parti Droit et justice (PiS), fondé trois ans plus tôt par Jarosław et Lech Kaczyński. Pour les élections législatives du 25 septembre 2005, il est à nouveau candidat dans la circonscription de Siedlce. Il engrange 8 516 voix préférentielles et retrouve la Diète. 
Le 2 mars 2007, il devient secrétaire d'État du ministère de l'Économie.
L'instabilité parlementaire amène à la convocation des élections législatives anticipées du 21 octobre 2007. Il y totalise 22 413 votes préférentiels, ce qui assure sa première réélection consécutive à la Diète. Du fait d'un changement de majorité, il quitte ses fonctions exécutives le 23 septembre. Il entame un troisième mandat à la suite des élections législatives du 9 octobre 2011, où il récolte 22 787 suffrages de préférence.
Il est ensuite réélu lors des élections législatives du 25 octobre 2015, totalisant 26 372 voix préférentielles. Le 16 novembre, Krzysztof Tchórzewski est nommé ministre sans portefeuille, chargé de l'organisation du ministère de l'Énergie, dans le gouvernement de coalition de la conservatrice Beata Szydło.
Le 1er décembre 2015, il devient ministre de l'Énergie.
Il quitte son poste en 2019, date à laquelle le portefeuille de l'Énergie est intégré au ministère des Biens de l'État.